# Associazione Calcio Pro Vasto 1976-1977
Questa pagina raccoglie le informazioni riguardanti l'Associazione Calcio Pro Vasto nelle competizioni ufficiali della stagione 1976-1977.

## Rosa
| N. |                   | Ruolo | Calciatore           |
| -- | ----------------- | ----- | -------------------- |
|    | Italia (bandiera) | A     | Luigi Cardaccia      |
|    | Italia (bandiera) | C     | Franco Castellucci   |
|    | Italia (bandiera) | A     | Nicola Cericola      |
|    | Italia (bandiera) | D     | Stefano Codraro      |
|    | Italia (bandiera) | D     | Alfonso De Filippis  |
|    | Italia (bandiera) | C     | Wagner Di Bartolomeo |
|    | Italia (bandiera) |       | Di Francesco         |
|    | Italia (bandiera) | P     | Angelo Di Giulio     |
|    | Italia (bandiera) | A     | Giovanni Ludvik      |
|    | Italia (bandiera) | A     | Antonio Marcolini    |

| N. |                   | Ruolo | Calciatore         |
| -- | ----------------- | ----- | ------------------ |
|    | Italia (bandiera) | P     | Pier Luigi Masoni  |
|    | Italia (bandiera) | C     | Guido Mazzetti     |
|    | Italia (bandiera) | C     | Giancarlo Natalini |
|    | Italia (bandiera) | D     | Francesco Raimondi |
|    | Italia (bandiera) | C     | Renzo Rossi        |
|    | Italia (bandiera) | D     | Ilario Salvadori   |
|    | Italia (bandiera) | A     | Tommaso Savastio   |
|    | Italia (bandiera) |       | Terenzi            |
|    | Italia (bandiera) | C     | Roberto Vernisi    |
|    | Italia (bandiera) | C     | Daniele Zamparo    |
|    | Italia (bandiera) | D     | Stefano Zanerini   |